# Luigi Gaspare Peyri
Luigi Gaspare Peyri ou Louis Gaspard Balthazar Pierre Léon Marie Peyri, né en 1758 à Mantoue dans la république de Venise et mort en 1822, est un général italien de la Révolution et de l'Empire. Ayant effectué sa carrière au service du royaume d'Italie, un état satellite de l'Empire français à cette époque, il a commandé des unités italiennes, suisses et polonaises dans un certain nombre d'actions importantes des guerres napoléoniennes.

## Carrière militaire
Lors de la bataille de Maida qui oppose le 4 juillet 1806 les troupes impériales françaises commandées par Jean-Louis-Ébénézer Reynier à un corps expéditionnaire britannique sous les ordres du général John Stuart, Peyri commande une brigade « étrangère » composée de deux bataillons de la Légion polono-italienne (937 hommes) et du 4e bataillon du 1er régiment suisse (630 hommes), faisant partie de la division Verdier,.
Il est promu général de division, reçoit le commandement de la division italienne, forte de 4 892 hommes de l'armée d'Aragon du maréchal Louis-Gabriel Suchet et sert en Espagne au siège de Tarragone en juin 1811. En août, Peyri mène sa division dans la répression des guérillas dans le sud de l'Aragon. Les partisans espagnols sont chassés de Teruel et forcés de se disperser dans les montagnes
Il reçoit en avril 1813 le commandement de la 15e division du corps italien, avec l'ordre de marcher d'Italie en Allemagne ; il sert dans le IVe corps du général Henri-Gatien Bertrand à la bataille de Lutzen le 2 mai, puis est lourdement défait par Michel Barclay de Tolly à Koenigswertha le 19 mai et fait prisonnier